# François d’Anglure de Bourlemont
François d’Anglure de Bourlemont (* vor 1673; † 7. Juli 1711) war ein französischer Geistlicher, der von 1681 bis 1685 Bischof von Pamiers war.

## Werdegang
François d’Anglure de Bourlemont war der Sohn von Nicolas, Comte de Bourlemont und Marquis de Buzanzy, (1620–1676) und seiner Ehefrau Anne Thibaud. Er war der Neffe von zwei Erzbischöfen: Charles-François d’Anglure de Bourlemont und Louis d’Anglure de Bourlemont. Genauso wie sie, schlug er eine kirchliche Laufbahn ein. 1673 wurde er zum Abt vom Kloster La Crête ernannt. Sein Vorgänger war sein Onkel Charles-François d’Anglure de Bourlemont, der im Jahr 1669 verstarb.
Am 4. Juli 1681 ernannte ihn der König Ludwig XIV. zum Bischof von Pamiers. Wegen einer Auseinandersetzung zwischen dem König und dem Papst Innozenz XI. in dieser Zeit hinsichtlich der Affaire de la régale erhielt er seine Päpstliche Bulle mit der Bestätigung nicht. Somit blieb der Bischofssitz offiziell bis 1685 vakant, als François d’Anglure de Bourlemont verzichtete. Als Entschädigung wurde er zum Abt vom Kloster Saint-Florent de Saumur ernannt. 1704 kam es zu einer Auseinandersetzung zwischen ihm und den Mönchen vom Kloster La Crête hinsichtlich der Instandsetzung der Klostergebäude nach einem Brand.